# Andrés Avelino (santo)
Andrés Avelino o Andrea Avellino (Castronuovo di Sant'Andrea, Basilicata, 1521 – Nápoles, 10 de noviembre de 1608) fue un sacerdote napolitano, miembro de la Orden de los Clérigos Regulares o teatinos. Es venerado como santo por la Iglesia católica. Fue canonizado en 1712 por Clemente XI.

## Biografía
En 1532 marchó a Senise, lugar cercano, a estudiar letras clásicas, matemáticas y música. El 17 de agosto de 1537, el obispo de Anglona lo consagró como subdiácono. Durante cuatro años ayudó a su tío en la catequesis de la parroquia; fue ordenado presbítero entre 1545 y 1546, y al año siguiente se matriculó en la Universidad de Nápoles para doctorarse en derecho. 
En 1548 conoció al jesuita Diego Laínez y frecuentó los ejercicios espirituales que dirigía; así cambió su manera de pensar y decidió consagrar su vida a Dios: acabaría la carrera jurídica, pero renunció al doctorado y entró en la orden religiosa de los teatinos, fundada hacía quince años y que se había establecido en Nápoles, en San Paolo Maggiore.
Acabados los estudios, y mientras esperaba la admisión en la Orden de clérigos regulares, trabajó como abogado en la Curia arzobispal de Nápoles. Tuvo que defender a un sacerdote culpable en el tribunal: ganó la causa, pero tuvo que mentir para hacerlo. Este hecho lo marcó y decidió dejar todo aquello que pudiese ser un obstáculo en su servicio a Dios. 
Volvió a su pueblo y renunció a su parte de la herencia familiar en favor de su hermano. Poco después fue llamado a Nápoles por el vicario general, Scipione Rebiba. En 1551 recibió el encargo de reformar las costumbres del monasterio femenino de Sant'Arcangelo a Baiano. La vida religiosa se había degradado, a causa, entre otros motivos, de la costumbre que tenían las familias nobles de hacer ingresar a las muchachas que no habían hecho un matrimonio conveniente, a cambio de donaciones y legados a la comunidad. Lancellotto reformó el reglamento del convento, eliminando esta costumbre y aplicando la regla rigurosamente. Eso hizo que se ganase enemistades y que incluso sufriera un atentado contra su vida.

### Vida como teatino
El 14 de agosto de 1556 entró como postulante en los teatinos de San Paolo de Nápoles, y el 30 de noviembre del mismo año se hizo novicio, tomando el nombre de Andrés, el santo del día. El 25 de enero de 1558 tomó los votos de la orden. Al año siguiente, en Roma, fue recibido por Pablo IV, cofundador de la orde teatina, y en 1560 fue nombrado maestro de novicios, cargo que ocupó durante diez años.
En 1567 fue nombrado prepósito de San Paolo Maggiore de Nápoles, también durante diez años. Fue visitador de la orden de la Lombardía de 1573 a 1577 y de Campania entre 1590 y 1591. 
Sus reglas en este cargo fueron:
- Actuar según el criterio de la sabiduría con firmeza y dulzura;
- Imitar a Cristo, que primero enseñó con el ejemplo y después con la palabra;
- Tener presente el consejo de san Bernardo de Claraval a los superiores de su orden: ved mucho, disimulad mucho, corregid poco;
- Valorar la buena voluntad de los hermanos y su tarea, y darla a conocer para que sea ejemplo a otros.

En mayo de 1585, durante la revuelta ciudadana contra G. B. Starace, que era considerado responsable de la crisis y de la carestía que sufría la ciudad, Andrés Avelino hizo de mediador y puso a disposición de los necesitados los recursos de los teatinos. 
La orden se expandió durante su mandato, sobre todo en Nápoles, Milán y Roma. Su actividad epistolar fue intensa, y también escribió tratados y opúsculos de exégesis y ascética. A sus escritos se hace patente la devoción a la Virgen María. Consideró sus maestros a Agustín de Hipona, Juan Crisóstomo, Bernardo de Claraval y Tomás de Aquino. Su discípulo más conocido fue el teatino Lorenzo Scupoli, autor del Combattimento spirituale.
Murió el 10 de noviembre de 1608. Fue enterrado en San Paolo Maggiore de Nápoles.

## Veneración
El proceso de beatificación se inició en diciembre de 1614, siendo proclamado beato por Urbano VIII el 14 de octubre de 1624 y santo el 22 de mayo de 1712 por Clemente XI. Su festividad es el 10 de noviembre, aniversario de su muerte. 

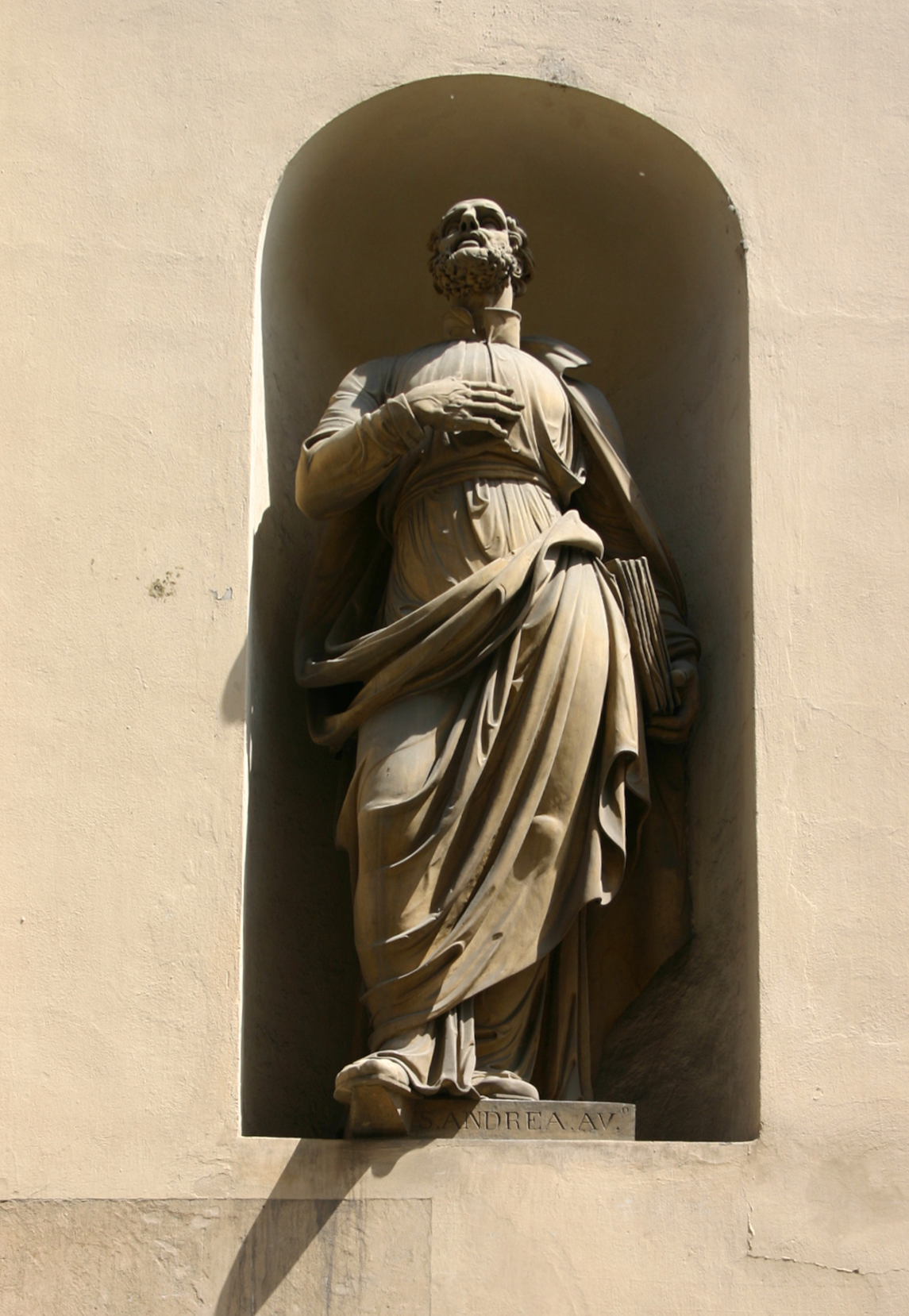
Estatua del santo en la fachada de Sant'Antonio Abate de Milán
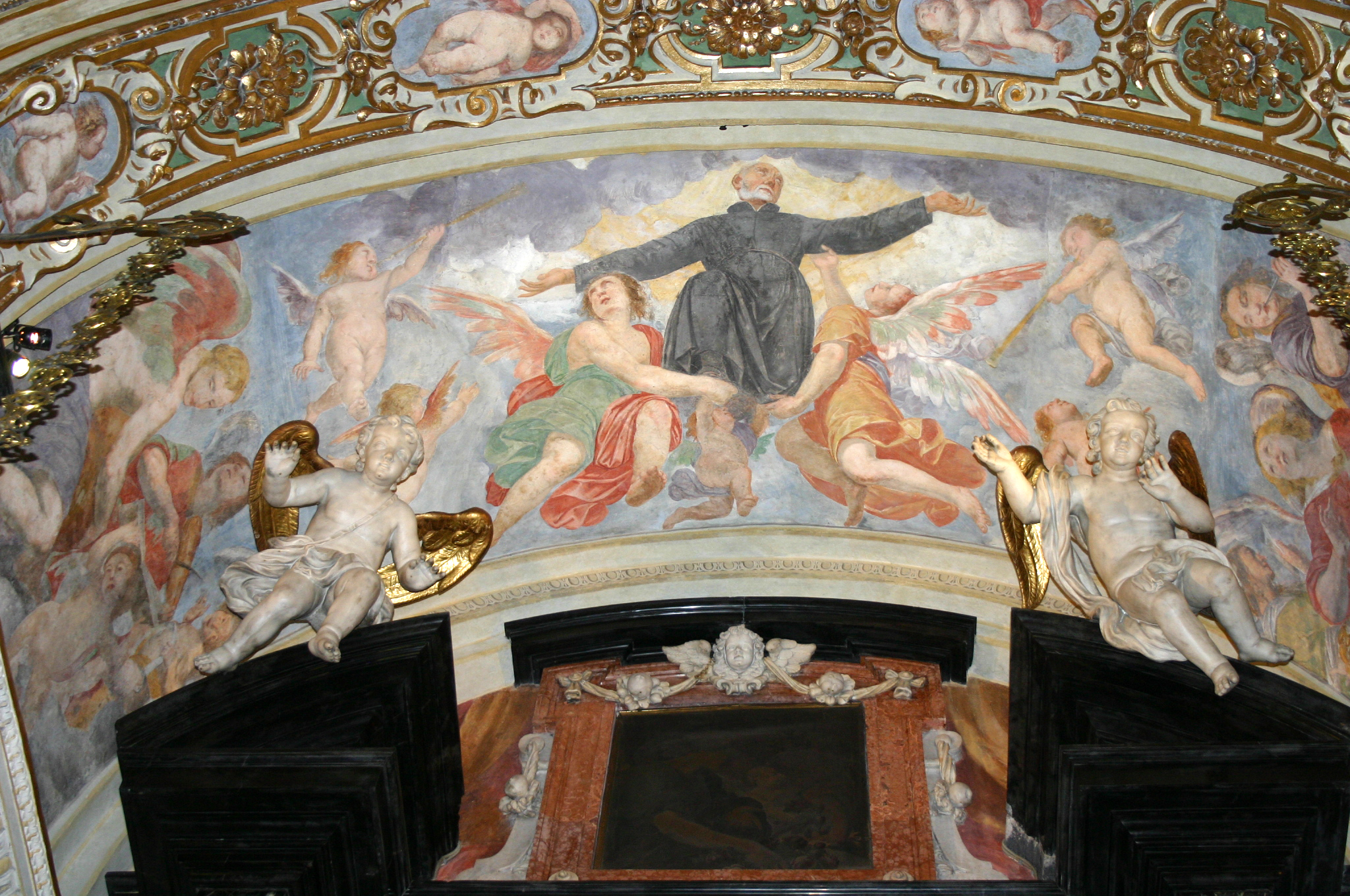
Apoteosis del santo, por Ercole Procaccini, s. XVIII, en Sant'Antonio Abate de Milán
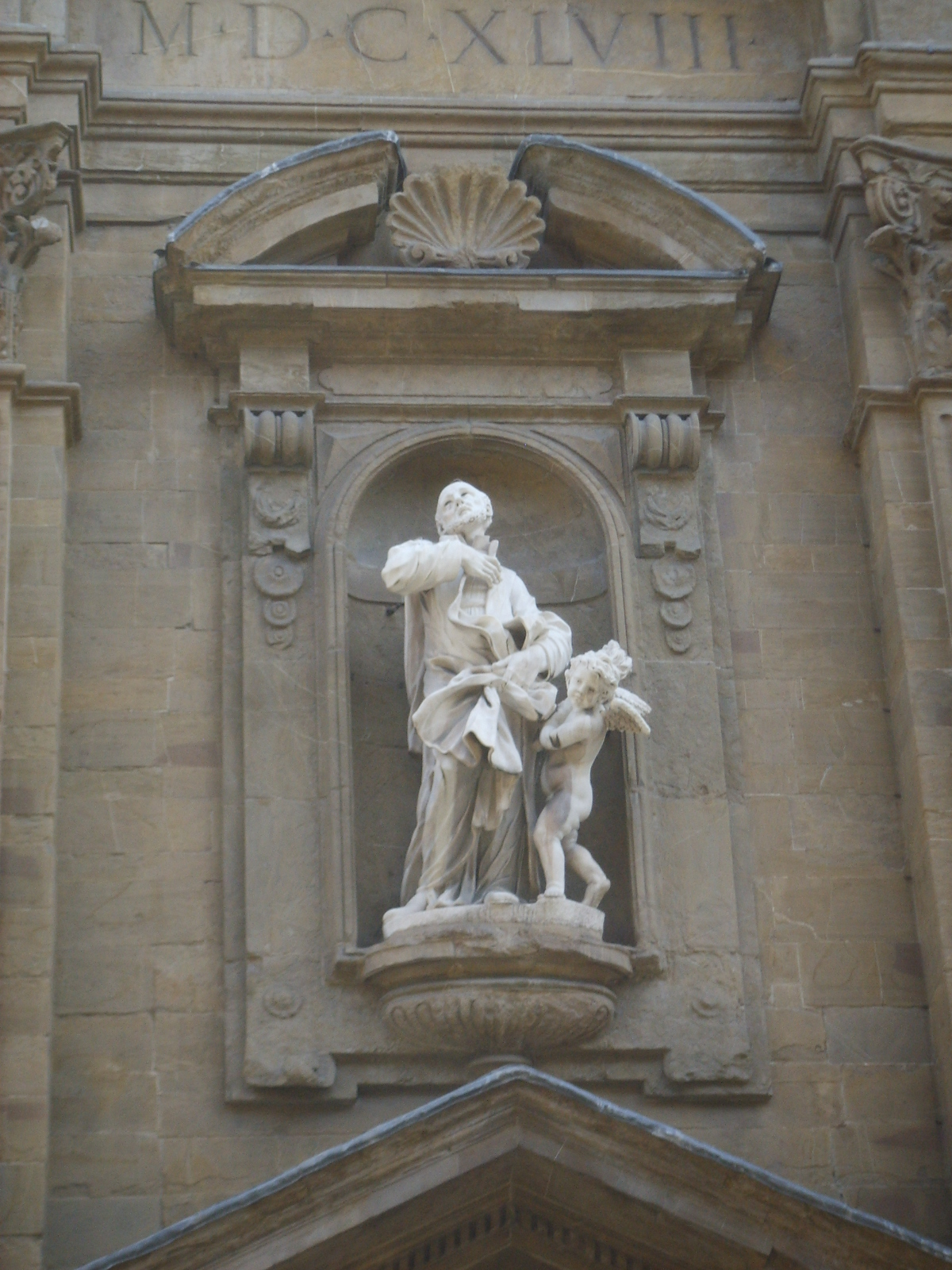
Escultura en la fachada de Santi Michele e Gaetano de Florencia
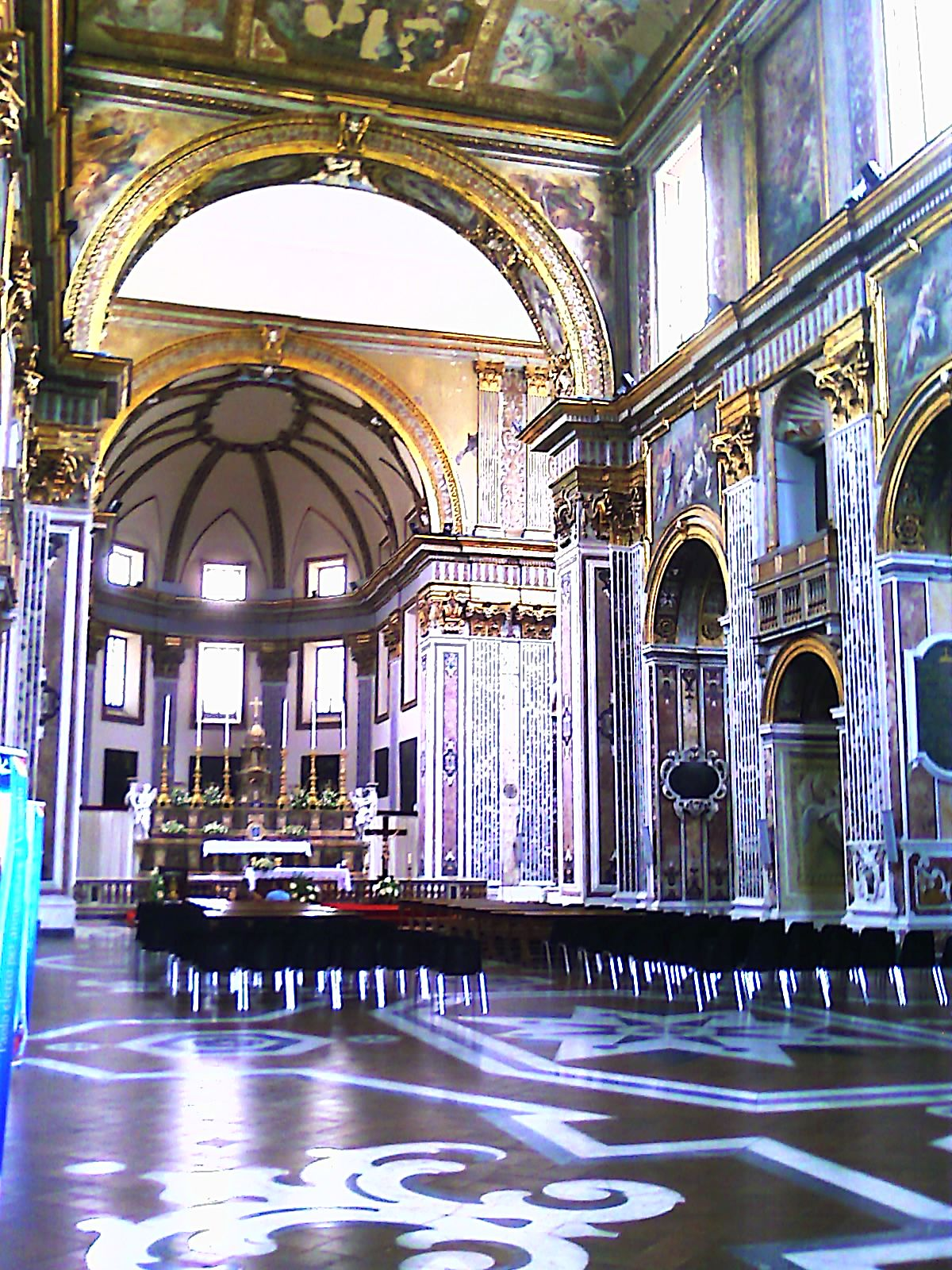
Lugar de entierro en San Paolo Maggiore de Nápoles
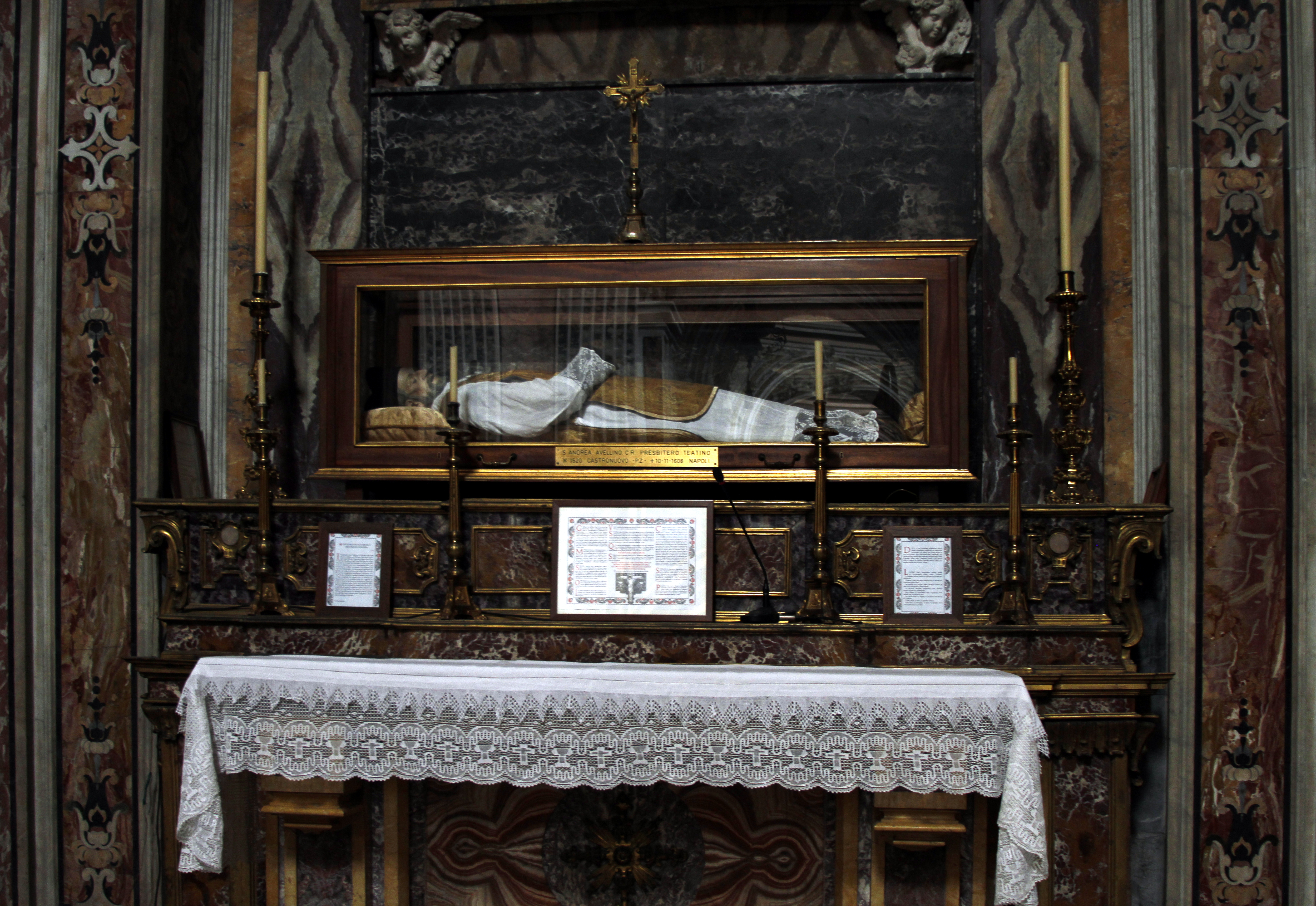
Urna con los restos del santo en la capilla a él dedicada